# ميكيلي روسو
ميكيلي روسو (بالإيطالية: Michele Russo)‏ (31 أغسطس 1986 بجنوة في إيطاليا - ) هو لاعب كرة قدم إيطالي في مركز الدفاع. لعب مع ASD Cervia 1920 ‏ ونادي فيرتوس إينتيلا وUSD Lavagnese 1919 ‏ وكارسو كالتشيو ‏.

## وصلات خارجية
- ميكيلي روسو على موقع قاعدة بيانات كرة القدم.إي يو (الإنجليزية)
- ميكيلي روسو على موقع Soccerway.com (الإنجليزية)